# 鈴木健二
鈴木 健二（すずき けんじ、1929年〈昭和4年〉1月23日 - 2024年〈令和6年〉3月29日）は、日本のフリーアナウンサー・司会者。元NHKアナウンサー。
『歴史への招待』や『クイズ面白ゼミナール』などの司会者として高視聴率を叩き出したことで知られる。著作も多く、『気くばりのすすめ』はベストセラーになった。
NHKのエグゼクティブアナウンサー（理事待遇）になり、1988年にNHKを定年退職した後、熊本県立劇場の館長に就任し、伝承芸能の復元などにつとめ、1998年には青森県立図書館および青森近代文学館の館長に就任した。
兄は映画監督・俳優の鈴木清順。

## 来歴
東京府東京市本所区（現・墨田区亀沢）出身、生粋の江戸っ子。第一東京市立中学、旧制弘前高等学校、旧制東北大学文学部美学美術史学科卒業。
画家を目指していたが、たまたま友人に誘われて受験したNHK採用試験に合格。鈴木は「志望者数が一番少ない職種」を希望したが、それがアナウンサーだった。当時はラジオがメインの時代であり、アナウンサーを志望する者が非常に少なかった。また、「アナウンサー」という言葉もそれほど浸透しておらず、鈴木は「アナウンサー」の定義も分からぬまま、1952年入局（同学年の同僚に中西龍がいた）、熊本放送局配属となったが、ここで「アナウンサー」の定義を知ることとなった。鈴木は生粋の江戸っ子で、語り口は「べらんめえ口調」であったため、アナウンサーに不向きな発音であることに悩み、やがて辞意を示すようになったが、先輩の言葉がきっかけとなり、翌1953年に放送開始となるテレビの世界で自分の可能性を見い出すことを決意。2年後、東京アナウンス室へ異動。4年の勤務ののち大阪放送局（当時大阪中央放送局）に異動した後、1960年に東京アナウンス室へ復帰した。その頃から、主に報道関係の番組で頭角を現し、ドキュメンタリー番組のナレーションを数多く担当し、また黒四ダムからの生中継（1963年）や北海道で観測された皆既日食、また全線開通前の東海道新幹線からの4時間に及ぶ実況生中継（1964年）、アポロ11号月面着陸特別番組「月に立つ宇宙飛行士」（1969年7月20日）の司会進行などの大型中継番組を、独創的なアナウンスでいずれも成功させ、NHKのエースアナウンサーとしての地位を獲得した。さらに、ラジオ番組『話の泉』の司会を担当。その後、『きょうのニュース』（後の7時のニュース）のキャスターを担当した後、1966年には、『こんにちは奥さん』の司会に抜擢された。それまでは、報道番組でその実力を発揮していた鈴木であったが、主婦層をターゲットにしたこの番組でも、持ち前の探究心と巧みな話術によって多くの視聴者の心を掴み、当時人気を誇っていたNETテレビ（現・テレビ朝日）『木島則夫モーニングショー』（奇しくも木島則夫は、鈴木がNHK熊本放送局に配属された際の上司であった）の人気を追い抜いた。
1969年、「こんにちは奥さん」、「出会い」、「昭和の放送史」ほかの司会に対して、第6回放送批評家賞（ギャラクシー賞）を受賞。1972年に『こんにちは奥さん』の司会を降板したあとは、教養・バラエティ番組の司会に活躍の場を移し、『70年代われらの世界』などの司会を担当した他、1978年より『歴史への招待』、1981年より『クイズ面白ゼミナール』、1984年より『お元気ですか』の司会者として活躍、人気アナウンサーの地位を不動のものにした。1983年から1985年まで、『NHK紅白歌合戦』で白組司会を担当した（詳細は後述する）。1979年、平光淳之助と共にチーフアナウンサー（主幹）（現在の局長級）に昇格。1984年、理事待遇となり1988年1月23日、通常の定年より2年長い59歳で定年退職。これは当時のNHKの定年は一律で57歳だったが鈴木はNHKの看板とも言える人物で1984年に理事待遇となり定年が2年間延長されていた事による。
NHK退職後は主に執筆活動や講演活動などを行うほか、伝統芸能の維持・伝承活動に協力した。さらに、NPO法人「円ブリオ基金センター」にて、未婚女性の中絶を減らすための募金活動を行った。熊本県立劇場館長（1988年 - 1998年）、青森県文化アドバイザー・青森県立図書館長（1998年 - 2004年）も務めた。
1990年代以降はテレビ番組への出演はほとんどないが、日本テレビ『世界一受けたい授業』にゲスト講師として数回出演のほか、NHK-BS2『お宝TVデラックス』で『クイズ面白ゼミナール』が取り上げられた際にはゲスト出演して番組再現で久方ぶりに主任教授を務めた。テレビ放送開始60周年の節目となる2012年から2013年にかけては『NHKアーカイブス』（2012年12月31日放送）や『テレビのチカラ「あの人が選ぶ“忘れられない名番組”」』（2013年2月1日）にも出演した。
晩年は横浜市南区在住の後、初任地であった熊本市に在住していたという。
生涯で200冊以上の本を出版し、3500万部以上を売り上げた。
2024年3月29日、老衰のため、福岡市内の病院で死去した。95歳没。

## 司会番組と執筆活動

### 司会番組
- 歴史への招待（1978年 - 1984年、NHK総合）
- クイズ面白ゼミナール（1981年 - 1988年、NHK総合）
- NHK紅白歌合戦（1983年 - 1985年、NHK総合・ラジオ第1） - 白組司会
- 鈴木健二の人間テレビ（1989年、よみうりテレビ）
- 70年代われらの世界（1970年-1975年、NHK総合） - 70年代われらの世界　宇宙船地球号　NHK名作選（動画・静止画） -NHKアーカイブス

### 執筆活動
執筆活動も行い、多数の著書が出版された。中でも1982年に刊行された『気くばりのすすめ』（講談社）は単行本332万部、文庫本を含むと400万部以上の大ベストセラーとなった。
- ビッグマン愚行録 (既出、初出合わせたもの。昭和57年新潮文庫より刊行)

## エピソード

### 青年時代
「戦争で死ぬ前にせめて静かに読書して過ごしたい」と旧制弘前高等学校に進学し、終戦を迎える。寮長として学生の食糧確保に尽力した。また、禁止されていた学生演劇を復活させたり、女人禁制だった寮に女子学生を呼んだりした。こうしたエピソードを石坂洋次郎に話したところ、それが『青い山脈』の中に取り入れられたといわれる。また、生前の太宰治とも面識があった。

### ニュースキャスター
1964年頃、『NHKきょうのニュース』の司会を担当していた。当時の報道番組はフィルム映像とナレーションだけの「ストレイトニュース」で、司会者が顔出しすることがほぼない時代、後のニュースショーの原点とも言える司会者の顔出しや、記者、ゲストの評論家、関係者のインタビューなどを交えて展開するスタイルを採用。
鈴木はカメラに向かって斜めに構えて、単にデスクから渡された原稿を読むだけでなく、時折話し言葉を交えたアドリブを含めたニュース解説を入れるなど、今日のニュースキャスターの語り方の原型を作ったが、船の沈没事故があった時に鈴木は原稿を紛失するハプニングを起こす。しかし、本番前のリハーサルでの下読みが功を奏し、そのフィルム映像を見ながらのアドリブで、詳細な事故の発生時刻や正確な遭難人数を伝えることができた。

### 気くばりのすすめ
『気くばりのすすめ』がベストセラーになった際、フジテレビがこれを扱った特番を制作した。この番組には鈴木も出演したが、当時はNHKの現職アナウンサーが堂々と民放の番組に出られるほど自由ではなく、出演場面は全てビデオ撮影で、背中越しなど鈴木の全体像が明確には見えないアングルでの登場となった。それでも出演が実現したのは、この番組の司会がNHK時代の先輩であるフリーアナウンサーの小川宏であり、その口添えがあったからである。

### 紅白歌合戦
1983年 - 1985年に『NHK紅白歌合戦』で白組司会を務める。ただ鈴木はこれまで音楽番組と縁がなく、紅白も視聴したことがなかった（ただし、1980年に応援ゲストとして出演歴はあり）。さらに歌手も歌も知らず、カラオケで歌ったこともないという。1974年 - 1982年まで9年連続で白組司会を務めた後輩の山川静夫に代わっての抜擢であった。先輩である鈴木に白組司会を譲ることになった山川は大変ショックを受け、当時鈴木と山川が不仲になったとも伝えられている。1984年の紅白では「総合司会に山川を再登板させる方向でギリギリまで調整されたが、上記の件を理由に山川が固辞し、生方惠一（鈴木の後輩且つ山川の同期）が1982年以来2年ぶりに再登板する運びになった」とも報じられた。
予定を正確に把握し、ほとんどの台詞を台本なしで行い、歌手毎によって衣装を替えるという、それまでの歴代白組司会とは一線を画す司会ぶりは話題となった。しかしこのスタイルに対してはアナウンサーとしては行き過ぎであるとの批判も少なからずあった。1983年は紅組司会の黒柳徹子に対しては目の敵のような存在であった。オープニングでは「アラレちゃん」や番組中に変装を何回もすることから「怪人十二面相」などとそして、番組終了間近には「来年はあの紅組が勝たせて頂きますが、今年は白組が勝ったので本当に大きな気配りでした（『気くばりのすすめ』の著者の）。」などと皮肉を言い合う程の不仲の演出であった。
翌1984年には、紅組司会の森光子に対しては互いに衣装や司会ぶりをお世辞ととれる程に称賛し合った。ちなみに、この両軍司会は過去最高齢である。都はるみに対しアンコールを希望する際に、「私に1分間時間を下さい」と発言する（詳細は『第35回NHK紅白歌合戦』の項を参照）。その翌1985年は白組初出場のC-C-Bの笠浩二のヘアスタイルを真似ることで視聴者から顰蹙を買い、これを最後に白組司会を退くこととなった（この他にも、制作現場に対しても容赦ない介入を行い、スタッフからの反発を招いたことや、視聴率が大幅にダウンしたことも3年で交代となった理由とされている）。奇しくも1986年の大晦日は自身の母親の葬儀の日となった。
当時56歳だった1985年における最後の白組司会は白組司会の最年長記録となっている。ただし、男性司会者としての最年長記録は第56回（2005年）の当時61歳のみのもんたとなっている。

### 怒りのメッセージ事件
1989年4月にNHK退職後として初のレギュラー番組『鈴木健二の人間テレビ』（ytv）で教授役として司会を務めたが、半年で終了した。職人気質で現場を戦いの場と言う鈴木本人は、そのことに対して不信感を募らせ、最終回収録には参加せず（最終回は総集編）、制作局のytvのスタッフに怒りのメッセージを送ったと言うエピソードがある。

### 「目線」の造語
「目線」（めせん）は、世間に定着している言葉であるが、元々は鈴木の造語とされる。鈴木は、人はテレビカメラの前に立った時に、何故緊張しているように見えてしまうのか、ということについて研究を行った。研究の結果、カメラの一点を見るために目が固定されてしまうから、緊張しているように見えてしまうというものであった。この際に「目線」という言葉が生み出され、それまで主流であった「視線」の言い換えとして、世間に幅広く浸透することになった。

### 驚異の記憶力
台本は決してスタジオには持ち込まず、全て丸暗記した。また、スタジオの入口で渡された台本は、3回目を通すだけで丸暗記できるという逸話も残されている。ただし、台詞については、台本に書かれている記述以外に、自分で取材した資料の検討を行い、推敲を重ねた上で、自分の言葉に置き換えて放送に臨んでいた。こうした姿勢は、「台本を見ながらそのまま放送する番組程、視聴者にとってつまらないものは無く、アナウンサーとしてもプロとは言えない。また、他人の書いた台本に書かれたことは、たとえ完璧に調査したものであっても50%の事実でしかなく、それに自分で調べた事実を加えることで100%以上の事実にして、初めて自分の言葉で話す事が出来る。ましてや、何が起きるか分からない中継放送では、台本自体不要である」と言う持論によって導き出されたものであった。こうした芸当は「職人芸」と呼ばれ、「最後の職人アナウンサー」と言われた。
この取材のため、番組内容に関する資料は自費で購入していた。その費用は1か月あたり6万円以上であったという。また、東京アナウンス室の机の上には約800冊の資料が積まれており、「サワルナ!崩れます。積み上げるためには高等技術が必要です。」と赤インクで書かれた張り紙がしてあった。このように、自分で一生懸命に資料を読み、興味・関心を持って資料の内容を理解しようとする姿勢が、驚異の記憶力に結び付いているという。

### 付記
プロ野球・読売ジャイアンツファンであり、『巨人が強けりゃ文句なし！』『巨人が強けりゃこの世は極楽！』などの著書もある。